# C. George Boeree
Cornelis George Boeree (Badhoevedorp, Ámsterdam, Países Bajos, 15 de enero de 1952 - Shippensburg, Pensilvania, Estados Unidos, 5 de enero de 2021) fue un psicólogo neerlandés, naturalizado estadounidense, y profesor emérito en la Universidad Shippensburg, especializado en la teoría de la personalidad y la historia de la psicología.

## Biografía
Recibió su doctorado en 1980 de la Universidad estatal de Oklahoma. Es el autor de los primeros textos sobre psicología en Internet, los cuales están disponibles gratuitamente desde 1997. Han sido traducidos al alemán, el español, y el búlgaro.
También es el inventor del idioma auxiliar lingua franca nova, aparecida en Internet en 1998.
En 1956 se mudó con su familia a Long Island, Nueva York. En 1972 se casó con Judy Kovarik, con quien tuvo tres hijas.
Murió el 5 de enero de 2021 de un cáncer de páncreas en su casa en Pensilvania.